# Arhopala trima
Arhopala trima är en fjärilsart som beskrevs av Corbet 1941. Arhopala trima ingår i släktet Arhopala och familjen juvelvingar. Inga underarter finns listade i Catalogue of Life.